# Аркан, Адриен
Адриен Аркан (фр. Adrien Arcand; 3 октября 1899, Монреаль, Канада — 1 августа 1967, Ланоре, Квебек, Канада) — канадский журналист, возглавлявший ряд фашистских политических движений в период с 1929 года до своей смерти в 1967 году. Во время политической карьеры провозгласил себя канадским фюрером.
Адриен родился 3 октября 1899 года в Монреале. Его отец, Нарсис Аркан, был членом Лейбористской партии. Адриен учился в колледже у сульпициан, где окончательно сформировались его взгляды.
Аркан находился под сильным влиянием сэра Освальда Эрнальда Мосли, основателя Британского союза фашистов, главная его цель состояла в том, чтобы развить в Канаде имперский фашизм. Журналист по профессии, Аркан был монархистом, католиком и антисемитом. Начав свою карьеру в монреальской прессе, к 1930-м годам он редактировал ряд газет. Вдохновлённый подъёмом популярности фашизма в Европе, Аркан сформировал в Монреале в 1934 году Национальную христианскую социальную партию, которую и возглавил. Он являлся самым известным фашистом Канады и высоко ценился в международном нацистском сообществе. Аркан был задержан федеральным правительством на время Второй мировой войны в соответствии с Положениями о защите Канады.
Адриен Аркан был освобождён в 1945 году. До конца жизни он не отказывался от своих взглядов. Аркан отрицал Холокост, существование газовых камер и негативно относился к созданию Израиля, поддерживая палестинцев-христиан. Провёл остаток своей жизни в относительной безвестности в фермерской деревне Ланоре, где и скончался 1 августа 1967 года после продолжительной болезни.

## Ранние годы
Адриен был сыном Мари-Анн (Матьё) и Нарсиса-Жозефа-Филиаса Аркана, плотника и профсоюзного лидера. В семье было 12 детей. Адриен вырос в доме на улице Лорье в Монреале. Нарсис Аркан был активным членом Лейбористской партии, которая призывала к бесплатному образованию, пенсиям по старости, медицинскому страхованию и всеобщему избирательному праву. Партия заявляла, что открыта для всех, но правила прямо запрещали азиатам вступать в неё, а сама она призывала к «абсолютному запрету китайской иммиграции» в Канаду, поскольку азиаты считались экономическими конкурентами белого рабочего класса. Количество китайских иммигрантов в Квебеке было очень небольшим; согласно переписи 1901 года, в Квебеке проживало 1 648 898 человек, из которых только 1037 были выходцами из Китая. Однако их присутствия было достаточно, чтобы сформировать «Лигу против жёлтой опасности», многие члены которой являлись членами Лейбористской партии. Нарсис Аркан был очень активен в лоббировании против азиатской иммиграции, свидетельствовав в 1909 году перед Королевской комиссией по образованию, что пока азиатская иммиграция продолжается, для белого рабочего класса будет невозможно экономическое развитие. Вскоре Нарсис выступил за прекращение всей иммиграции. Сын Аркана унаследовал идеологию своего отца. В Монреале в то время проживало значительное англоговорящее меньшинство, и Адриан Аркан, который рано выучил английский язык, позже вспоминал, что «вырос в атмосфере, не способствующей сепаратистским и англофобским настроениям».
Хотя Нарсис Аркан часто конфликтовал с католической церковью, все его дети получали образование в католических школах. В то время в Квебеке не было государственной системы образования, и все школы находились в ведении церквей. Адриен Аркан получил стандартное 8-летнее классическое образование, он учился в разных школах (1914―1916) и в Collège de Montréal в 1917—1920 годах. Образование включало французский и греческий языки, латынь, религию, философию, математику, историю Франции (но не естественные науки). В католических школах упор делался на роялистские и католические ценности. Сульпициане из Франции, как правило, относились враждебно к французскому республиканизму, и многие из них переехали в Квебек. В Collège de Montréal поддерживались строгие порядки и ограничения, ощущалась некоторая изоляция от внешнего мира, внутренняя жизнь была монотонной. Аркан думал стать священником — этот вариант жизненного пути был в то время распространён среди молодых представителей из рабочего класса, — но передумал, поскольку не желал принимать обет безбрачия.
По собственному мнению Аркана, его образование в колледже у сульпициан было «решающим» в формировании его мировоззрения. В 1918 году он заинтересовался естественными наукам и начал посещать вечерние занятия по химической технологии в университете Макгилла, но пандемия «испанки» 1918—1919 годов привела к закрытию общественных мест. Аркан, переболевший «испанкой», по собственным воспоминаниям, был вынужден отказаться от карьеры инженера и решил попробовать себя в журналистике, поскольку неплохо писал и был увлекающейся натурой. Он начал писать статьи в 1918 году, спустя несколько месяцев его наняла консервативная газета La Patrie, в которой Аркан в 1920 году вёл еженедельную колонку, посвященную трудовым вопросам. В 1921 году он перешёл на работу в «Монреаль Стар», где писал политические новости на английском языке. Оттуда он перешёл в La Presse, крупнейшую газету Квебека, в которой занимался разными темами, от происшествий и светской хроники; время от времени Аркан — увлечённый скрипач-любитель — выполнял роль музыкального критика. В то время Монреаль был самым большим и богатым городом Канады, в нём часто выступали многие выдающиеся музыканты, такие как Игнаций Падеревский, и Аркан присутствовал на концертах в качестве интервьюера. Его журналистский вклад в La Presse оценить затруднительно, поскольку большинство статей в издании публиковались анонимно; сам Аркан позднее утверждал, что благодаря его усилиям количество развлекательных материалов выросло многократно — эта оценка, по мнению биографа Надо, может быть преувеличенной. 14 апреля 1925 года Аркан женился на Ивоньере Жигер. У пары родилось трое сыновей: Ив, Жан-Луи и Пьер.
Подобно своему отцу, Адриен симпатизировал профсоюзам, хотя сначала не принимал активного участия в профсоюзном движении журналистов La Patrie и La Presse (1919―1923) и активно включился в эту деятельность в конце 1920-х годов, когда организовал Католический профсоюз в La Presse. Он объяснял, что хотел защитить «товарищей от большой эгоистичной свиньи» Памфиля дю Трамбле (главы газеты). По мысли Аркана, считавшего журналистику достойным делом, профсоюз должен был устанавливать высокие профессиональные стандарты и обеспечивать журналистам материальную поддержку через пенсионный фонд; он считал, что права журналистов ущемляются по сравнению с наборщиками, которые работают меньше и зарабатывают больше. Профсоюзная деятельность привела к его увольнению в 1929 году. Позже Аркан вспоминал, что оно стало «жестоким и тяжелым сюрпризом, в результате чего моя жена и маленькие дети полгода страдали от мучительной и крайней нищеты». На время в доме Аркана отключили воду и электричество из-за неспособности оплачивать счета; по его воспоминаниям, детям давали только подслащенную воду. Профсоюз во главе с Арканом формально продолжал существовать, но полностью прекратил свою деятельность. Унизительное увольнение стало поворотным моментом в его жизненном пути и способствовало его приходу в политику; как полагает Надо, перенесённая несправедливость существенно повлияла на последующие поступки Аркана. Ненависть к дю Трамбле он сохранил на всю жизнь.
В августе 1929 года Аркан основал новую газету Le Goglu, в создании ему помогал печатник Жозеф Менар, который хотел запустить собственную газету патриотической направленности с большим тиражом. Le Goglu представлял собой восьмистраничный широкоформатный лист, полный карикатур, которые высмеивали известных людей, например, изображая премьер-министра Канады Маккензи Кинга в образе невежественной обезьяны, бессмысленно смотрящей в космос. Газета базировалась в той части Монреаля, которую Аркан описал как район, «где можно найти китайские игорные притоны, негритянские лачуги, греков, головорезов-славян, болгарских хулиганов, восточных бакалейщиков, тошнотворные палестинские рестораны, европейских отбросов бывших каторжников, импортёров бриллиантов из Чикаго». Главной мишенью юмора Le Goglu были те, кого Аркан назвал «кликой, которая душит провинцию». В основном он имел в виду своего бывшего работодателя дю Трамбле. Le Goglu была успешной, и к 1929 году Аркан мог позволить себе напечатать специальный рождественский выпуск своей газеты в цвете на 12 страницах. Карикатуры, высмеивающие министров, привели к искам, что только увеличило тираж газеты.
Основным рекламодателем Le Goglu сначала была известная семья Бронфманов из Монреаля, которая размещала рекламу своих марок алкоголя, но прекратила её после того, как Le Goglu занял антисемитскую позицию. В ноябре 1929 года Аркан начал своё собственное политическое движение «Патриотический орден Гоглу», выступающее «за всеобщее очищение, за сохранение нашего латинского характера, наших обычаев и привычек, за защиту наших прав и наших привилегий». В декабре 1929 года Аркан запустил воскресный еженедельник Le Miroir, а в марте 1930 года — газету Le Chameau, которая годом позже закрылась из-за убыточности.

## Политическая карьера
По мнению биографа Надо, Аркан принадлежал к католическому франкоканадскому сообществу, чья судьба в результате британской колониальной политики была трагической, в лучшем случае неудачной, в худшем ― катастрофической. В Квебеке не было системы государственных школ: существовали две религиозно управляемые школьные системы, одна из которых находилась в ведении католической церкви, а другая была протестантской. С конца XIX века еврейские дети получали образование в протестантской школьной системе. В конце 1929 года квебекское правительство Луи-Александра Ташро согласилось создать в Монреале отдельную систему еврейских школ, что вызвало бурную реакцию со стороны католической церкви, которая выступала решительно против. Реакция общества была настолько сильной, что к 1931 году Ташро отказался от этой идеи. Аркан использовал страницы Le Goglu для высмеивания планов по созданию еврейских школ, а в мае 1930 года опубликовал свою антисемитскую редакционную статью «Почему семитизм опасен». За ней последовало несколько антисемитских передовиц весной и летом 1930 года, таких как «Как продвигается семитизм?», «Слово Божие и евреи» и «Семитизм: преследуемый и преследователь». К лету 1930 года Le Goglu превратилась из популистской юмористической газеты в полномасштабный антисемитский журнал. Аркан считал, что антисемитом он стал после прочтения брошюры лорда Сиденхама из Комба «Проблема еврейского мира».
В мае 1930 года Аркан встретился с лидером консерваторов миллионером Ричардом Бэдфордом Беннетом, чтобы попросить его о финансовой поддержке в обмен на то, что Аркан проведёт кампанию против либералов на предстоящих выборах. В то время франкоканадцы, как правило, голосовали за либералов. Их лидер Уильям Лайон Маккензи Кинг был протеже сэра Уилфрида Лорье и на выборах 1917 года выступал против призыва на военную службу, что придало ему имидж друга Квебека, хотя он не говорил по-французски. В письме Беннету от 22 мая 1930 года Аркан попросил около 15 тысяч долларов в обмен на проведение того, что он назвал «клеветнической кампанией» против Маккензи Кинга, и Беннет согласился на эту просьбу.
Аркан получил средства от Консервативной партии. В редакционной статье Le Goglu он назвал Маккензи Кинга вместе с премьер-министром Квебека Ташро «двумя отъявленными мерзавцами», в другой — назвал Маккензи Кинга «врагом народа», которого не заботили страдания людей, вызванные Великой депрессией, и который был приверженцем «континентализма» (сближения Канады с Соединёнными Штатами). На выборах 28 июля 1930 года консерваторы получили большинство мест. Учитывая, что им было очень трудно получить места во франкоязычной Канаде, 24 места, выигранные в Квебеке, были впечатляющим достижением, и Аркан быстро присвоил себе его. Впоследствии отношения между Беннетом и Арканом становились всё более натянутыми, поскольку первому было мало пользы от второго после выборов. Аркан просил больше денег, чтобы компенсировать свои расходы, но субсидии от тори были спорадическими и недостаточными.
13 марта 1932 года, в день выборов в Германии, Аркан опубликовал статью в Le Miroir, в которой заявил, что если Адольф Гитлер будет избран, это станет самой важной датой в современной истории. 1 мая 1932 года он написал: «Все наши симпатии принадлежат гитлеровскому движению». Газеты Аркана были единственными во французской Канаде, которые проявляли такой энтузиазм по поводу поддержки Гитлера в Германии. Другие франкоканадские газеты благосклонно относились к европейским ультраправым, но они были значительно более сдержанными, чем издания Аркана, когда дело касалось фюрера. Сам Аркан видел в Гитлере защитника христианства. В октябре 1932 года Аркан впервые вступил в контакт с Национал-социалистической немецкой рабочей партией (НСДАП), когда её представитель Курт Людеке посетил Монреаль и Адриена лично. В отчёте Адольфу Гитлеру о своём визите Людеке описал Аркана как «человека живого ума», который обладал растущей поддержкой и был очень близок к премьер-министру Беннету. Аркан пообещал устроить встречу между Людеке и Беннетом, и хотя он отправил премьер-министру письмо с просьбой об этой встрече, она так и не состоялась.
Аркан всегда был стойким федералистом и англофилом. Он получил деньги от Джорджа Кларка, бывшего губернатора Бомбея и видного сторонника фашистов в Британской консервативной партии, после того, как перевёл на французский язык его брошюру «Еврейская мировая проблема». Он поддерживал переписку с Арнольдом Спенсером Лизом, главой Имперской фашистской лиги. Аркан находился под сильным влиянием британского фашизма, он поддерживал активную переписку с лордом Сиденхемом, Генри Гамильтоном Бимишем, адмиралом сэром Барри Домвилом и другими. С целью формирования фашистского руководства Британской империи Аркан начал переписку, продолжавшуюся до самой его смерти, с сэром Освальдом Мосли, лидером Британского союза фашистов (БСФ).
В 1934 году Аркан основал Национальную социальную партию Кретьена (Христианская национальная социальная партия), которая выступала за антикоммунизм и изгнание канадских евреев на побережье Гудзонова залива. Последняя инициатива была вдохновлена его другом, известным британским родезийским фашистом Генри Гамильтоном Бимишем, который предложил отправлять евреев на Мадагаскар. Участники партии носили синие рубашки, а эмблема представляла собой свастику, окружённую кленовыми листьями с канадским бобром в короне. Аркан часто заявлял, что в Христианской национальной социальной партии состоит 15 тысяч членов. В интервью иностранным СМИ он поднимал их число до 100 тысяч. В реальности партия насчитывала всего 1800 членов.
В 1935 году Аркан основал издание Le Fasciste Canadien. Первый номер был опубликован в июне в виде десятистраничного мимеографированного бюллетеня. В декабря того же года вышел первый четырёхстраничный выпуск в форме печатной газеты в бульварном формате. Постепенно число страниц увеличилось с четырёх до двенадцати. Многие статьи, опубликованные в Le Fasciste Canadien, являлись переводами из журналов Action и Blackshirt, издаваемыми БСФ.
В 1935 году правительство Беннета снова обратилось к Аркану, который по настоянию сенатора Жозефа-Ормисдаса Ренвиля был назначен на пост директора по связям с общественностью тори в Квебеке. Однако многие из друзей Адриена больше симпатизировали Партии реконструкции, поэтому Le Patriote поддерживала Генри Герберта Стивенса, который в 1938 году стал главой партии. В первой половине того же года Аркан привлёк большое внимание прессы. Давая интервью различным изданиям, он подчёркивал, что после избрания фашисты заменят демократию корпоративным государством. Время от времени Аркан угрожал возглавить марш синих рубашек на Оттаву.

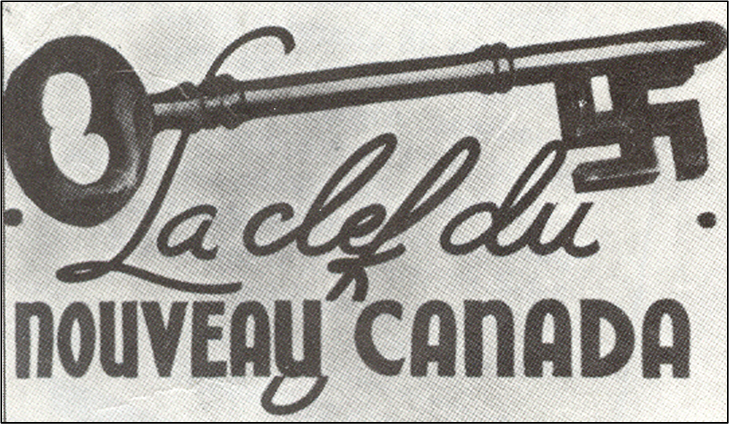
Открытки, используемые движением Аркана

Устав партии Аркана требовал приносить следующую присягу в начале каждого партийного собрания:
Движимые непоколебимой верой в Бога, глубокой любовью к Канаде, пылкими чувствами патриотизма и национализма, полной верностью и преданностью нашему Милостивому Государю, который формирует признанный принцип активной власти, полным уважением к Акту о Британской Северной Америке, для поддержания порядка, для национального процветания, для национального единства, для национальной чести, для прогресса и счастья великой Канады, я торжественно и недвусмысленно клянусь служить моей партии. Я обязуюсь распространять принципы её программы. Я обязуюсь следовать её правилам. Я клянусь подчиняться своим вождям. Да здравствует партия! Слава нашему Вождю!
В 1938 году он объединил под своей властью разбросанные в разных регионах Канады группы националистов. Известный и ценимый в международном фашистском сообществе, он выступил в качестве специального гостя на большом собрании фашистов на нью-йоркском ипподроме. В том же году вышел последний выпуск Le Fasciste Canadien. Вдохновлённый успехом партии Аркана, французский писатель Луи-Фердинанд Селин приехал в Канаду, чтобы встретиться с Арканом. Селин был известен своими яростными антисемитскими и фашистскими взглядами. 6 января 1939 года, выступая перед членами Ротари-клуба в Торонто, известный юрист Джозеф Седжвик утверждал, что Аркан так же силён в Канаде, как Муссолини в Италии в 1920 году или Гитлер в Германии в 1929 году. В октябре 1939 года отношения между Арканом и главой газеты L’Illustration стали напряжёнными; Адриен стал гораздо меньше заниматься газетой, чем своей политической деятельностью. С того момента Аркан больше не писал, а в начале 1940 года ушёл из редакции.
30 мая 1940 года Аркан был арестован в Монреале за «заговор с целью свержения государства» и интернирован на время войны как угроза безопасности. Его партия была запрещена. Позже Аркан утверждал, что он был интернирован по приказу Канадского еврейского конгресса. Он говорил, что в Петававе в 1942 году на него было совершено покушение.
Аркан стремился как можно быстрее выбраться из заключения. Он несколько раз в письменном виде просил освободить его, выражая свою преданность Канаде и её короне. Адриен находился в заключении до 1945 года, став рекордсменом среди «братьев и сестёр фашистов в англо-саксонском мире». Он был освобождён при поддержке Пьера Эллиота Трюдо, молодого студента юридического факультета, выступающего против интернирования.

## После войны
После выхода на свободу в 1945 году Адриен Аркан продолжил пропагандировать фашистские идеи и возобновил свою антисемитскую деятельность. Вплоть до своей смерти в 1967 он отрицал Холокост и обвинял евреев в военных преступлениях против палестинцев после создания государства Израиль в 1948 году. В конце января 1952 года английский фашист А. Барон попросил Аркана написать статью для его издания Nationalist Information Bureau, а несколько дней спустя запросил 150 или более экземпляров антисемитской брошюры La Clé du mystère, а 2 февраля 1953 года Питер Хаксли-Блайт, ответственный за распространение того же издания, попросил 200 штук для Германии. 5 февраля фашист из Ирландии Хилари Коттер написал Аркану, попросив не меньше 100 брошюр. 27 февраля Блайт подтвердил получение 300 экземпляров.
Аркан дважды баллотировался в Палату общин Канады. На федеральных выборах 1949 года ему удалось занять второе место с 29 процентами голосов, когда он баллотировался в качестве кандидата от Национального единства в округе Ришелье-Вершер. Он снова занял второе место с 39 процентами голосов, когда баллотировался как «националист» в округе Бертье-Маскинонже-Деланодьер на выборах 1953 года.
Аркан никогда не колебался в своей вере в Адольфа Гитлера и в 1960-х годах был наставником Эрнста Цюнделя, который во второй половине XX века стал видным отрицателем Холокоста и неонацистским пропагандистом; сам «канадский фюрер» отрицал существование газовых камер. Аркан часто переписывался с Иссой Наклехом — палестинским христианином, который был главой палестинской арабской делегации.
14 ноября 1965 года Аркан выступил с речью перед толпой из 650 сторонников со всей Канады в Центре Поля-Сове в Монреале, украшенном голубыми знамёнами и знаками отличия Партии национального единства. Как сообщалось в La Presse и Le Devoir, он воспользовался случаем, чтобы поблагодарить новоизбранного либерального члена парламента от Маунт-Рояля Пьера Трюдо и бывшего лидера консерваторов Джорджа Дрю за то, что они выступили в его защиту, когда он был интернирован. Трюдо и Дрю отрицали, что когда-либо оправдывали Аркана, и настаивали на том, что на самом деле они защищали принцип свободы слова даже для фашистов. Среди присутствовавших на выступлении были Жан Жодоэн, кандидат от прогрессивных консерваторов на федеральных выборах 1965 года, и Жиль Кауэтт, будущий член канадской партии социального кредита, член парламента.

## Болезнь и смерть
Аркан прожил остаток своей жизни в относительной безвестности в фермерской деревне Ланоре, никогда не отказываясь от своих антисемитских взглядов. Здоровье Адриена Аркана было подорвано пребыванием в заключении в 1940-х года. В декабре 1966 года он сильно заболел и оказался прикованным к постели с тяжёлой почечной недостаточностью. Понадобился диализ. Ивоньера Аркан держала новость о тяжёлом состоянии своего мужа в тайне. В январе 1967 года Национальную христианскую социальную партию возглавил Жерар Ланкто в связи с ухудшением состояния Адриена. В апреле 1967 года у Аркана была поражена гортань, и он испытывал сильную боль. 1 августа того же года он скончался в возрасте 67 лет. До самой смерти он принимал у себя дома реакционеров.
В целом на смерть Аркана не обратили особого внимания, однако на его похоронах 4 августа церковь в Ланорае была заполнена людьми, желающими почтить память усопшего. Снаружи почётный караул отдал салют. Шествие возглавлял Джентиле Дьени, который вместе с Арканом был заключён в тюрьму во время Второй мировой войны. Итальянский оркестр из Монреаля исполнил траурный марш Фридерика Шопена.

## Личность
Биограф Надо характеризует Аркана как непринуждённого оратора, который наслаждался всеобщим вниманием и был влюблён в собственный голос; высокий и худощавый, Аркан имел военную выправку. Надо отмечает, что «его угловатые черты подчёркивали какую-то загадочную харизму, своим внешним видом и манерой самовыражения Адриан Аркан создал особый и несколько противоречивый образ». Он был жёстким, суровым и недоступным, но в то же время — весёлым и интересным, имел талант к сарказму и юмору, как в письме, так и в речи. Гарри Майер, президент Лиги против антисемитизма в Монреале, посетил ряд лекций Аркана в 1952 году. Он писал: «Следует признать, что Аркан — самый опасный антисемит в Канаде. Он по-настоящему красноречив, он знает, как сделать так, чтобы его поняли люди его расы, он может представить ошибку с непревзойденным мастерством, он может выдвинуть наихудшую ложь с предельной искренностью и настолько соблазнительно, что его аудитория, по большей части невежественная и даже неграмотная, принимает его ложь за евангельскую истину». Как и многие франко-канадцы, Аркан любил уединяться на природе. Надо отмечает, что «лес, природа, охота и иногда ловля форели были для него особым удовольствием». Он хорошо владел английским языком, хотя и имел сильный французский акцент, а также немного говорил на немецком и идише.

## Взгляды и влияние
В воззрениях Аркана, имевших связь с фашистскими движениями других стран, смешивались разнородные элементы: власть, порядок и революция, которые пересекались с консерватизмом, религией и народным восстанием. Монархия была важным атрибутом аркановского фашизма. Адриен считал, что она в большей степени, чем любая другая политическая система, представляет собой возможность основывать национальную власть на верховной. Национал-социально-христианская партия стремилась к власти Канадского доминиона, которую Аркан назвал «реальным ключом к насущным проблемам этой страны». Будущее «революционное общество», согласно воззрениям Аркана, должно быть основано на абсолютной власти, которая действует произвольно и непредсказуемо и сохраняет способность ко злу. Для сохранения контроля власти требуется создавать разнообразные мифы: религиозные идеалы, либо переработанные для политики, либо политическая мистика с религиозным оттенком, однако логика этой легитимации, по мнению биографа Аркана Жана-Франсуа Надо, всегда остаётся непрозрачной.
Аркан всегда был категорически против квебекского национализма. Он разделял широко распространённую во франкоканадской среде идею о том, что Конфедерация 1867 года была «пактом» между двумя «нациями», согласившимися работать вместе для их общего блага. Он утверждал, что Канада существует только для «двух наций-основателей», и принятие притязаний любой другой группы на «национальность» по необходимости снизит их уровень жизни. Таким образом, Аркан утверждал, что «признание еврейской расы в качестве официального образования нарушит договор о Конфедерации, устранит наши права и вынудит нас официально признать в качестве национальных образований все другие группы, такие как поляки, греки, сирийцы, русские, сербы, немцы». Антисемитизм Аркана был, по крайней мере, частично мотивирован тем фактом, что большинство ашкеназов-иммигрантов из Восточной Европы обычно прибывали в Монреаль. Он видел в евреях экономических конкурентов, сравнивая идеализированного сельского католика-франкоканадца со стереотипно жадным, беспринципно крупным городским евреем-капиталистом, который добился успеха только благодаря «его нечестности, а не профессиональному умению или способностям».
Как и многие другие франкоканадские интеллектуалы того времени, Аркан испытывал сильную ненависть к «безбожной» Франции, которая, как считалось, отказалась от римского католицизма, оставив Квебек последним остатком «настоящей» Франции. Аркан не принимал эгалитаризм французского республиканства, с отвращением описывая, как Жозефина Бейкер — «самая богатая и известная негритянка» во Франции — стала миллионершей, «после того как показала свой зад в Фоли-Бержер». Для Аркана было неприемлемо, чтобы кто-то вроде Бейкер разбогател в то время, когда белые страдали от Великой депрессии. Биограф-апологет Жан Коте утверждал, что Аркан увлекался работами канадского католического священника, историка Лионеля Гру, а также глубоко изучал творчество Блеза Паскаля, однако Адриен разделял лишь часть идей историка-националиста, отвергнув англофобию и идеи сепаратизма: он соглашался с тем, что франко-канадскому обществу нужны радикальные перемены, но не считал необходимой национальную автономию, позитивно воспринимая положение Канады внутри британской имперской системы; Аркан был скорее на стороне веры, а не паскалевского сомнения. Биограф Надо сравнивает Адриена Аркана с Иоахимом фон Риббентропом: они оба восхищались Британской империей, называя её своим идеалом и образцом.
По обобщению Надо, личность Адриена Аркана и его движение мало исследованы историками, не было предложено объяснения его феномена в межвоенный период. В «канадской официальной истории» его движение упоминается мельком, описывается поверхностно и рассматривается (что, по мнению Надо, некорректно) как маргинальное; в научных работах факт живучести идей Аркана после Второй мировой войны систематически отрицается. Надо объясняет популярность фашистских идей у части канадского общества «хрупкостью» его исторических оснований, что связывается с последствиями колониализма.

## В массовой культуре
Хэйли Джоэл Осмент играет Аркана в комедийном фильме ужасов «Йоганутые».
В 2018 году книга автора Хью Теоре The Blue Shirts: Adrien Arcand and Fascist Anti-Semitism in Canada, рассказывающая про жизнь Адриена Аркана и антисемитизм в Канаде, победила в номинации «История» на премии Vine Awards.